# Mezőgerebenes község
Mezőgerebenes község (románul: Comuna Grebenișu de Câmpie) község Maros megyében, Romániában. Központja Mezőgerebenes, beosztott falvai Lőrinci, Szentpéterivölgy.

## Népessége
A 2011-es népszámlálás adatai alapján a község népessége 1684 fő volt.